# Zijdeplantgentiaan
De zijdeplantgentiaan (Gentiana asclepiadea) is een plant uit de gentiaanfamilie. De plant komt vooral voor in bergachtige streken in Midden- en Zuid-Europa. 
De plant is herkenbaar aan zijn lange, dichtbebladerde bloemstengels met meerdere grote, trompetvormige, donkerblauwe bloemen in de oksels.

## Naamgeving enetymologie
- Synoniemen: Coilantha asclepiadea G.Don, Dasistepha asclepiadea (L.) Raf., Dasystephana schistocalyx (K.Koch) J.Sojak, Gentiana ramiflora E.Szabo, Gentiana schistocalyx K.Koch, Gentianusa asclepiadea (L.) Pohl

- Duits: Schwalbenwurz-Enzian
- Engels: Willow Gentian
- Frans: Gentiane asclépiade
- Italiaans: Genziana minore

De botanische naam Gentiana is ontleend aan Gentius, koning van Illyrië, die de genezende eigenschappen ontdekt zou hebben. De soortaanduiding asclepiadea verwijst naar de veronderstelde gelijkenis met het geslacht Asclepias, waartoe de zijdeplant (Asclepias syriaca) behoort.

## Kenmerken
De zijdeplantgentiaan is een overblijvende, kruidachtige plant, 30 tot 100 cm hoog, met meerdere rechtopstaande of overhangende, ongedeelde, dicht bebladerde bloemstengels. De 4 tot 8 cm lange, tweerijig of soms kruisgewijs tegenoverstaande bladeren zijn lancetvormig, gaafrandig, met drie tot vijf parallel lopende bladnerven en daartussen netvormige kleinere nerven. 

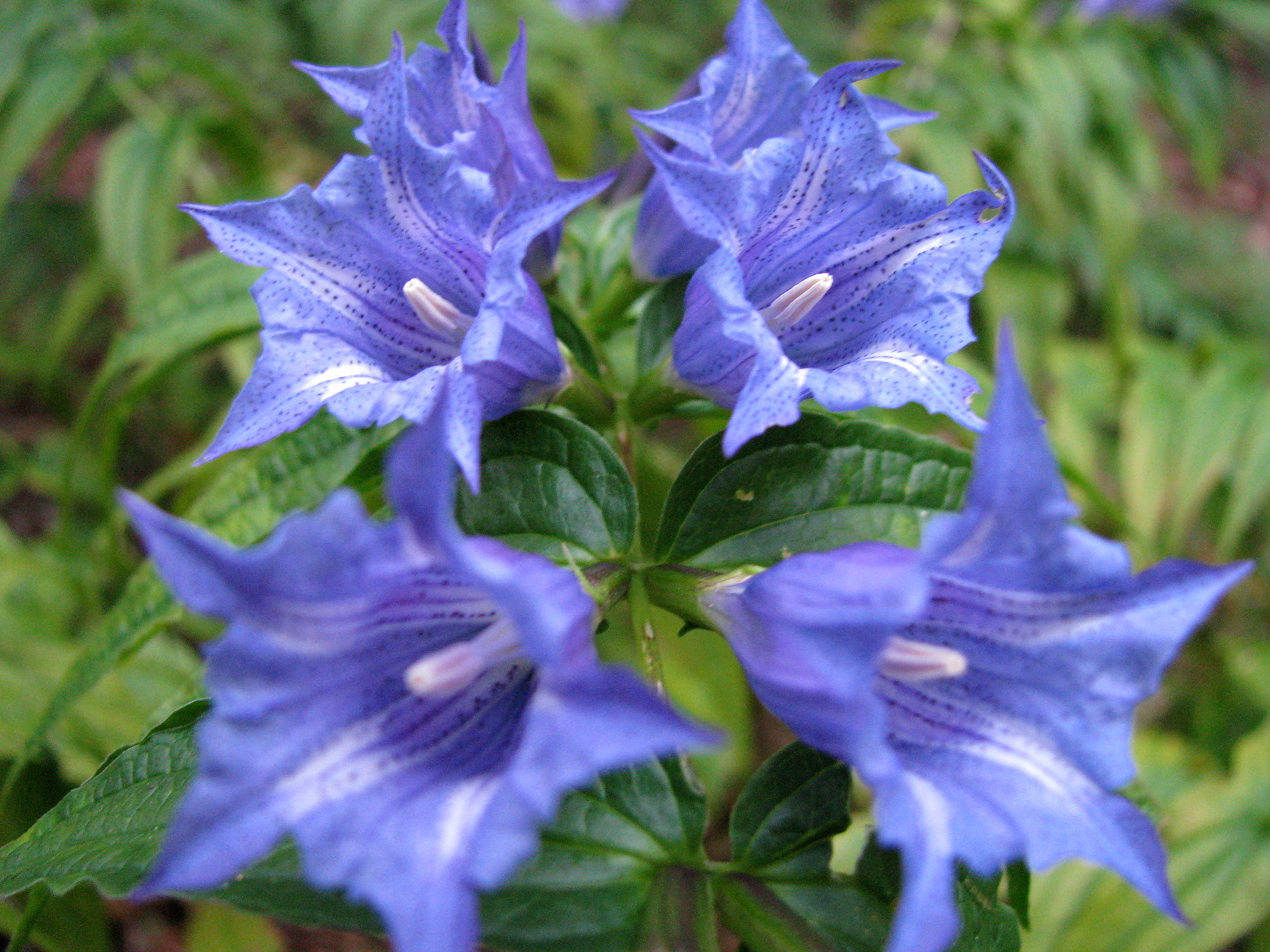
detail bloem

De bloemen zijn okselstandig in de bovenste bladoksels van de stengel, soms met enkele bij elkaar. De kelk is veel korter dan de kroon, met vijf vliezige kelkbladen die samengesmolten zijn tot een kelkbuis uitlopend in vijf zeer korte en smalle kelkblaadjes. De felblauwe kroon is trompetvormig met vijf ingesneden, puntig driehoekige slippen, 35 tot 50 mm lang, aan de buitenzijde donkerblauw, binnenin violet gestippeld met lichtblauwe verticale strepen. De bloem bevat nectar en wordt voornamelijk bestoven door bijen en hommels, maar er gebeurt ook zelfbestuiving.
De plant bloeit van augustus tot oktober.

## Habitaten verspreiding
De zijdeplantgentiaan is vooral te vinden in vochtige graslanden, langs moerassen, bosranden en in struwelen op kalksteen, tot op een hoogte van 2200 m. Ze komt voor in de bergen van Midden- en Zuid-Europa, voornamelijk in de Voor-Alpen, het Tatra-gebergte en het Balkangebergte.
... · 
G. acaulis (Kochs gentiaan) · 
G. angustifolia (Smalbladige gentiaan) · 
G. asclepiadea (Zijdeplantgentiaan) · 
G. bavarica (Beierse gentiaan) · 
G. clusii (Grootbloemige gentiaan) · 
G. cruciata (Kruisbladgentiaan) · 
G. lutea (Gele gentiaan) · 
G. nivalis (Sneeuwgentiaan) · 
G. pneumonanthe (Klokjesgentiaan) · 
G. punctata (Gestippelde gentiaan) · 
G. purpurea (Purpergentiaan) · 
G. sino‑ornata (Chinese herfstgentiaan) · 
G. terglouensis (Triglav-gentiaan) · 
G. utriculosa (Blaasgentiaan) · 
G. verna (Voorjaarsgentiaan) · 
· ...